# 洞角

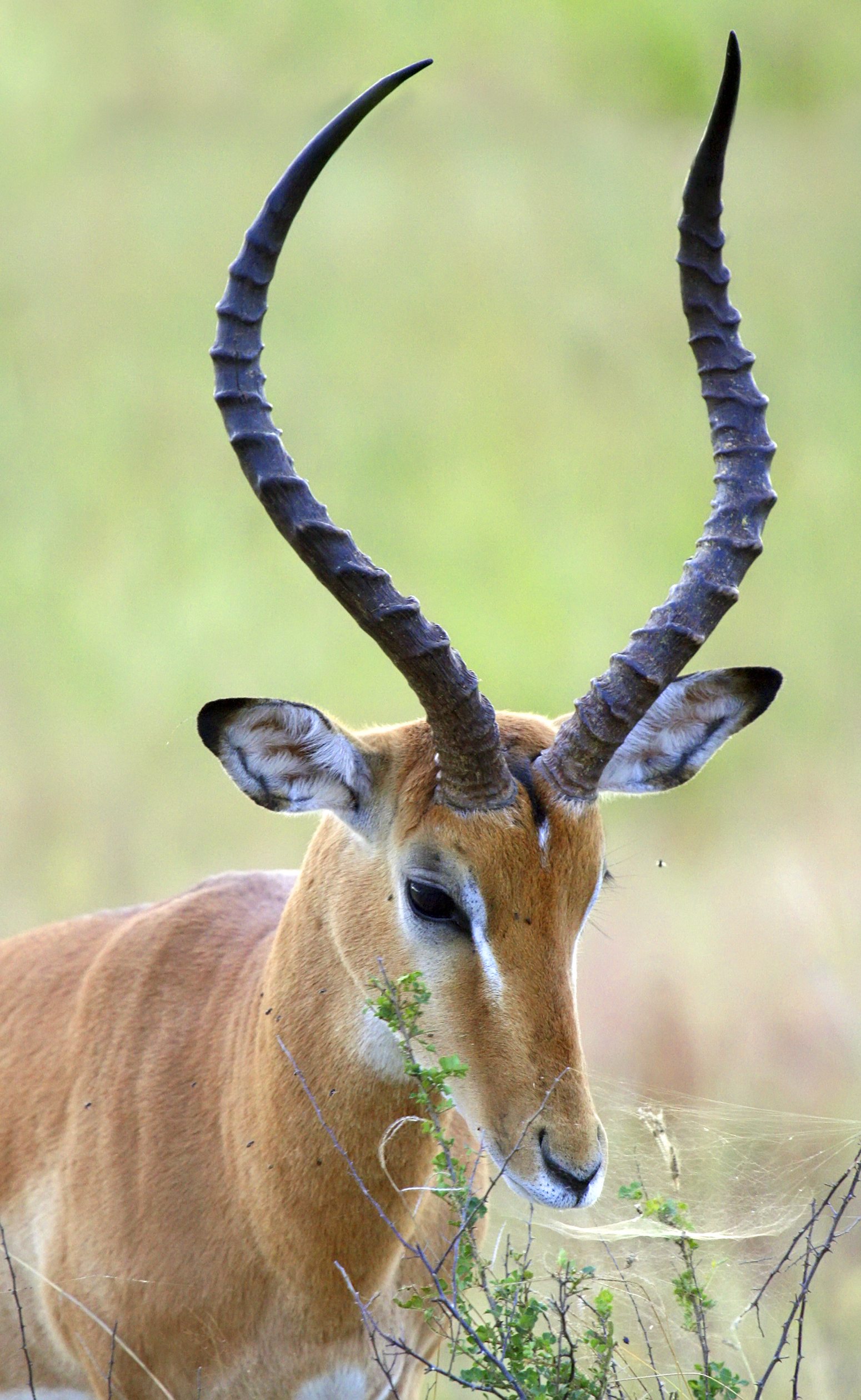
インパラの洞角

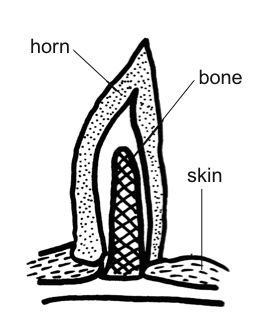
洞角の構造

洞角（どうかく、ほらづの、Horn）またはホーンは、ウシ科とプロングホーン科の角である。生きた骨の核を、タンパク質とケラチン（角鞘）が覆っている。角鞘のみに着眼すると空洞であることから、このように呼ばれる。角鞘は皮膚の表皮が強く角質化したものである。発生学的には、洞角は皮下結合組織（頭皮の下）から発生し、後に前頭骨に融合する。
骨部は、シカ科の角（枝角）のように生え替わることはないが、プロングホーンでは角質部（角鞘）が生え替わる。ウシ科では角質部も生え替わることはない。
洞角は通常、湾曲状あるいは渦巻状の形をしているが、しばしばリッジがあったり扁平であったりする。多くの種では、オス、メスともに洞角を持つが、メスのものは小さい。洞角は生後すぐ成長し、一生を通じて成長を続ける。（角質部が生え替わるプロングホーンを除く。）洞角は殆どの種で１対であるが、２対以上生じる種もあり（例：ヨツヅノレイヨウ）、また、家畜化されたヒツジでは２対以上を持つものがいる。